# Howard James Hubbard

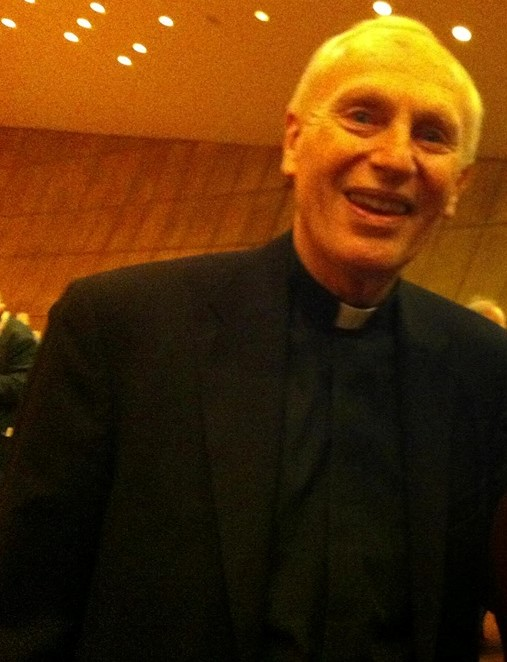
Howard James Hubbard, 2014

Howard James Hubbard (* 31. Oktober 1938 in Troy, New York; † 19. August 2023 in Albany, New York) war ein US-amerikanischer Geistlicher und römisch-katholischer Bischof von Albany.

## Leben
Howard James Hubbard trat 1956 ins Priesterseminar des Bistums Albany ein und studierte anschließend an der Päpstlichen Universität Gregoriana. Er empfing am 18. Dezember 1963 durch den Präsidenten der Päpstlichen Kommission für die sozialen Kommunikationsmittel, Martin John O’Connor, in der Kirche Sant’Ignazio in Rom das Sakrament der Priesterweihe. Hubbard arbeitete als Gemeindepfarrer in Albany und war besonders in den ärmeren Vierteln der Stadt tätig. Im Bistum war er unter anderem Mitglied der diözesanen Kommission für Ökumene und interreligiöse Angelegenheiten. 1976 wurde er Generalvikar.
Am 1. Februar 1977 ernannte ihn Papst Paul VI. zum Bischof von Albany. Der Erzbischof von New York, Terence Cooke, spendete ihm am 27. März desselben Jahres im Siena College in Londonville die Bischofsweihe; Mitkonsekratoren waren der emeritierte Weihbischof in Albany, Edward Joseph Maginn, und der emeritierte Bischof von Albany, Edwin Bernard Broderick. Papst Johannes Paul II. ernannte ihn 1983 zum Mitglied des Sekretariats für die Nicht-Christen. 1986 initiierte er zu Palmsonntag eine gemeinsame Zeremonie des Bistums Albany mit der jüdischen Gemeinde.
Hubbard hatte den Ruf eines liberalen Bischofs. Er war bekannt für fortschrittliche Ansichten in Bezug auf Drogenabhängigkeit und Gefängnisinsassen sowie für sein Engagement für Themen der sozialen Gerechtigkeit und seine Bemühungen zur Armutsbekämpfung. Als Hubbard Bischof wurde, verkaufte er Albanys Bischofsresidenz, in der seine Vorgänger mit Hauspersonal gelebt hatten. Er verzichtete auf Dienstwagen und Chauffeur. Ab 1992 lebte er „in fast klösterlicher Einfachheit in einem unscheinbaren, kleinen Backsteingebäude“ gegenüber der Kathedrale der Unbefleckten Empfängnis. Im Jahr 2013 bezog Hubbard Berichten zufolge ein Jahresgehalt von USD 33.508; das war in dem Jahr das Gehalt eines Diözesanpriesters mit einer ähnlichen Anzahl von Dienstjahren. Hubbard klagte einst gegen die Eröffnung von Abtreibungskliniken in Albany und Hudson, New York. Er leitete die New Yorkers Against the Death Penalty, eine Gruppe, die sich gegen die Todesstrafe einsetzt.
Am 11. Februar 2014 nahm Papst Franziskus das von Hubbard aus Altersgründen vorgebrachte Rücktrittsgesuch an.

## Ansuchen um Laisierung und darauffolgende Eheschließung
Im November 2022 ersuchte Hubbard den Heiligen Stuhl um die Entlassung aus dem Klerikerstand, wobei er seine Unschuld in Bezug auf wiederholte Vorwürfe des sexuellen Missbrauchs unterstrich. Hubbard teilte mit, er habe die Laisierung beantragt, weil er aufgrund der Politik der Diözese, Geistliche mit laufenden Ermittlungen vom seelsorglichen Dienst auszuschließen, längst nicht mehr als Priester wirken könne. Zu diesem Zeitpunkt lief eine vatikanische Untersuchung im Rahmen des Apostolischen Schreibens Vos estis lux mundi gegen Hubbard. Im März 2021 war gegen ihn eine Privatklage erhoben worden, wonach er den Kläger 1977 missbraucht habe. Hubbard unterstrich demgegenüber, nie ein Kind missbraucht zu haben. Gleichzeitig räumte Hubbard ein, dass es während seines Episkopats in Albany üblich gewesen sei, des sexuellen Missbrauchs Beschuldigte zeitweise aus dem Gemeindedienst zu entfernen, um ihnen Behandlung und Therapie zu ermöglichen, ohne die Behörden einzuschalten. Auf psychologische bzw. psychiatrische Gutachten hin seien die Priester in den Gemeindedienst zurückgekehrt, ohne dass ihre Gemeinde informiert worden sei. Einige Priester seien rückfällig geworden. Im Jahr 2004 war Hubbard im Rahmen einer Untersuchung der Diözese von dem Vorwurf freigesprochen worden, einen homosexuellen Lebensstil zu pflegen.
Hubbard bat 2022 um Laisiserung und somit die Befreiung vom Zölibatsgelübde. Im März 2023 wurde sein Ansuchen vom Vatikan abgelehnt. Im Juli 2023 schloss Hubbard eine zivilrechtliche Ehe mit Jennifer Barrie Hubbard. Sein Nachfolger als Bischof von Albany, Edward Scharfenberger, erklärte in einem Statement, dass diese Ehe keine kirchliche war, da Hubbard nach wie vor dem Klerikerstand angehörte.

## Tod
Am 17. August 2023 erlitt Hubbard einen Schlaganfall, woran er zwei Tage später im Albany Medical Center der University at Albany, The State University of New York starb.